# Frank Goode Hawksworth
Frank Goode Hawksworth (30 de abril de 1926-8 de enero de 1993) fue un botánico y silvicultor estadounidense que se distinguió como el principal especialista mundial en el estudio de la biología y taxonomía de las Santalaceae, en especial del género Arceuthobium. Como silvicultor se dedicó a la patología forestal, en especial al estudio de los parásitos epifíticos.
Realizó expediciones botánicas a Guatemala, Honduras, México, y Estados Unidos.

## Algunas publicaciones

### Libros
- 1998. Dwarf Mistletoes: Biology, Pathology, and Systematics. Con Delbert Wiens. Ed. ilustrada de DIANE Publ. 418 p. ISBN 0788142011, ISBN 9780788142017

## Honores

### Eponimia
Insecto
- (Thripidae) Frankliniella hawksworthii trip que ataca al muérdago enano.[2]

Plantas
- (Viscaceae) Arceuthobium hawksworthii Wiens & C.G.Shaw bis[3]

- (Viscaceae) Phoradendron hawksworthii Wiens[4]